# Dosatore
Col termine dosatore si intende un dispositivo capace di determinare e alimentare in modo autonomo e ripetitivo una quantità stabilita, detta dose. L'impiego di dosatori è tipico nell'industria alimentare dove è necessario confezionare i prodotti secondo porzioni, nonché in tutti gli ambiti in cui è necessario costituire una miscela dalle dosi definite.

## Classificazione

Cilindro graduato: un dosatore manuale

I dosatori possono essere classificati secondo il tipo di attuazione come:
- manuali
- automatici:
  - meccanici
  - pneumatici

secondo il tipo di controllo:
- volumetrico:
  - a coclea (o a vite, o pompa)
  - a tazza
- massico (o gravimetrico, o a peso):
  - a perdita di peso [1]
  - a incremento di peso [2]
  - a nastro

secondo il modo di funzionamento:
- discreto (controllo in quantità per unità discreta o ciclo)
- continuo (controllo in portata)

secondo la tipologia dei materiali gestiti, che si possono dividere in:
- aeriformi (gas, vapori, sospensioni e fumi, etc.)
- liquidi (soluzioni acquose, oli, etc.)
- schiume, gel, creme (creme alimentari, schiume detergenti, etc.)
- solidi granulosi (polveri, solidi in grani, pellet, etc.)
- solidi omogenei (colle, cere, etc.)

### Dosatori manuali
Sono dosatori manuali i misurini, le caraffe o cilindri graduati, specialmente utilizzati in cucina o nella chimica.

### Dosatori volumetrici

Coclea in fase di dosatura a flusso costante

I dosatori volumetrici sfruttano la tipica caratteristica di incomprimibilità di liquidi e solidi granulosi, capaci di occupare tutto il volume in cui vengono costretti. Per la dosatura di un volume voluto si usano contenitori di dimensioni definite, oppure si sfrutta la costanza della portata in condotti di sezione di passaggio nota, detti anche dosatori volumetrici a controllo di flusso. In quest'ultimo caso il dosatore controlla la portata di materiale (Q): definendo il tempo di alimentazione (t) si determina conseguentemente il volume alimentato (V).
{\displaystyle V={\frac {Q}{t}}}
I dosatori volumetrici possono essere utilizzati per dosare in massa se il materiale alimentato ha densità ( ρ, o densità apparente, per solidi granulosi) costante, dato che sussiste un legame diretto tra massa (m) e volume (V) per solidi e liquidi:
{\displaystyle m=\rho \cdot V}
I dosatori volumetrici si usano l'alimentazione di materiali a densità costante, dato che essi sono sensibili a variazioni di densità del materiale alimentato, alla sua disomogeneità nel tempo, nonché per i solidi granulosi alla variazione della granulometria: per questo motivo possono risultare meno precisi dei dosatori gravimetrici nella dosatura della massa.
I dosatori volumetrici possono essere movimentati da coclee, doppie viti (dosatore bivite) o altri tipi di pompe volumetriche.

### Dosatori massici
I dosatori massici, spesso detti anche gravimetrici, dosano il materiale secondo la sua massa. Un tipico metodo di controllo della massa si basa sulla lettura del peso, da cui il nome dosatore gravimetrico.
I dosatori gravimetrici generalmente pesano una quantità di materiale crescente fino al raggiungimento della massa voluta da immettere in miscela.
Questo tipo di dosatori sono indipendenti da variazioni di densità o omogeneità del materiale dosato.